# 吳小清
吳小清，MH（1968年—），前香港武術運動員。她曾於不同的國際比賽中奪得獎牌，為首位於世界武術錦標賽中奪得五面金牌的套路運動員。吳亦曾於東亞運動會和亚洲运动会獲得勝利。

## 生涯
吳小清於江西省吉安市出生，並於1986年移居香港。1990年亚洲运动会，她首次代表香港到北京參與國際大賽，並取得長拳全能銅牌。一年後，她再次到北京，參與1991年世界武術錦標賽，分別在長拳、劍術和槍術項目都取得銀牌。兩年後，她到上海參與1993年東亞運動會，奪得了長拳全能銀牌和南拳銅牌。數月後，在馬來西亞吉隆坡舉行的1993年世界武術錦標賽中，她奪得劍術和南拳銀牌，以及槍術銅牌。一年後，她到日本廣島參與1994年亞洲運動會，奪得女子南拳銅牌。在美國巴爾的摩舉行的1995年世界武術錦標賽中，吳贏取了她在國際比賽的首面金牌，在南拳和槍術項目成為世界冠軍，此外亦在劍術項目奪得了銅牌。在1997年東亞運動會中，她最後一次代表英屬香港出賽，於女子南拳項目奪得金牌。
在義大利羅馬舉行的1997年世界武術錦標賽中，吳在南拳和槍術取得金牌，並在劍術取得銀牌。在泰國曼谷舉行的1998年亞洲運動會，她贏得了女子南拳金牌，成為首位於亞洲運動會奪得金牌的香港武術運動員。吳在1999年參與了在香港舉行的世界武術錦標賽，奪得南拳金牌和槍術銅牌，亦成為了她退役前最後一次比賽。在退役後，她移居美國，並在春田學院進修體育。她於2000年獲選為香港十大傑出青年之一。

## 榮譽
- 香港特區政府嘉獎

榮譽勳章（MH）（1998年）
- 香港傑出運動員選舉

「香港傑出運動員」（1991年、1995年、1997年、1998年 - 共4次當選）

## 演出作品

### 電視劇 （亞洲電視）
- 1995年 《精武門》飾 馬小清
- 1996年 《千王之王重出江湖》飾 柯秀秀